# Rolf Henniger

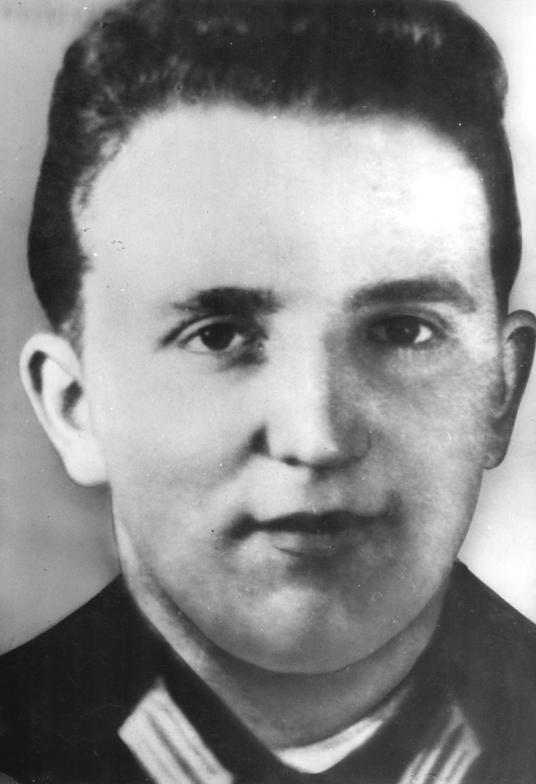

Rolf Henniger (ur. 30 listopada 1941 w Saalfeld/Saale, zm. 15 listopada 1968 w Poczdamie) – żołnierz wojsk granicznych NRD zabity podczas służby przez uciekiniera i zaliczany w związku z niniejszymi okolicznościami do ofiar śmiertelnych przy Murze Berlińskim.

## Życiorys
Po ukończeniu szkoły Henniger rozpoczął w Deutsche Reichsbahn naukę zawodu maszynisty. W 1967 ożenił się, w listopadzie tego samego roku przydzielony został także do służby w wojskach granicznych NRD. Po zakończeniu szkolenia do funkcji kierowcy pojazdów wojskowych otrzymał przydział do pułku granicznego stacjonującego w dzielnicy Poczdamu Babelsberg, w którym awansowano go po krótkim czasie do stopnia starszego szeregowego.

## Okoliczności śmierci
Wieczorem 15 listopada 1968 patrolował razem z dowódcą plutonu jeden z odcinków strefy granicznej w Poczdamie. Jadąc terenową wersją Trabanta (Kübelwagen) zbliżyli się do punktu kontrolnego na przechodzącym przez koryto Teltowkanal moście Glienicker Brücke. Zauważając za jednym z drzew sylwetkę mężczyzny w mundurze Volkspolizei i uznając tegoż za miejscowego dzielnicowego, siedzący za kierownicą Henniger zatrzymał pojazd, po czym cofnął go około 15 metrów. Umundurowanym był w rzeczywistości Horst Körner, który krótko wcześniej będąc uzbrojony opuścił posterunek wartowniczy szkoły policyjnej i powziął zamiar ucieczki z NRD, wychodząc zaś z przekonania o osaczeniu go przez patrol, otworzył ogień w kierunku pojazdu. Trafiony wielokrotnie w głowę i górną część ciała Henniger zmarł na miejscu, towarzyszący mu dowódca plutonu zdołał jednak opuścić pojazd i wystrzelić w kierunku Körnera, który kilkakrotnie trafiony również natychmiast zmarł.

## Następstwa
W doniesieniach medialnych relacjonujących ów incydent nie wspomniano z nazwiska podejmującego próbę ucieczki policjanta. W obliczu śmierci Hennigera przedstawiono go natomiast jako zastrzelonego wskutek uzasadnionej interwencji „uzbrojonego prowokatora” usiłującego nielegalnie przekroczyć granicę NRD. Oficjalne okoliczności śmierci Hennigera zatajone zostały także wobec rodziny ofiary. Jako że Henniger zwierzał się jeszcze wcześniej z zamiarów ucieczki, do momentu zjednoczenia Niemiec krewni ofiary zakładali, jakoby przyczyną jej śmierci był postrzał podczas próby ucieczki.
Postrzelony śmiertelnie Henniger został awansowany pośmiertnie do stopnia kaprala oraz uhonorowany złotą odznaką zasług. Wyniesiony do rangi bohatera został 21 listopada pochowany z honorami wojskowymi na cmentarzu w swoim rodzinnym mieście Saalfeld, jego imieniem nazwane zostały szkoły, kolektywy młodzieżowe zakładów przemysłowych oraz stadion BSG Lokomotiv Saalfeld. Uznany po zjednoczeniu przez historyków niemieckich za ofiarę śmiertelną związaną z istnieniem Muru Berlińskiego, upamiętniony został specjalnym „okienkiem” w berlińskim mauzoleum Gedenkstätte Berliner Mauer przy ulicy Bernauer Straße.